# Одзава Дзюнко
Одзава Дзюнко (яп. 小澤 純子; нар. 7 грудня 1973) — японська футболістка. Вона грала за збірну Японії.

## Клубна кар'єра
У 1989 році дебютувала в «Ніссан». В 1994 році вона перейшла до «Tokyo Shidax LSC». 1996 року підписала контракт з клубом «Fujita SC Mercury». Наприкінці сезону 1997 року вона завершила ігрову кар'єру.

## Виступи за збірну
У червні 1993 року, її викликали до національної збірної Японії на чемпіонат Азії 1993 року. На цьому турнірі, 4 грудня, вона дебютувала в збірній у поєдинку проти Китайського Тайбею. У складі японської збірної учасниця жіночого чемпіонату світу 1995 року та Літніх олімпійських ігор 1996 року. З 1993 по 1997 рік зіграла 21 матч в національній збірній.

## Статистика виступів
| Збірна Японії | Збірна Японії | Збірна Японії |
| Рік           | Матчі         | Голи          |
| ------------- | ------------- | ------------- |
| 1993          | 4             | 0             |
| 1994          | 6             | 0             |
| 1995          | 5             | 0             |
| 1996          | 5             | 0             |
| 1997          | 1             | 0             |
| Загалом       | 21            | 0             |